# Josip Vrhovec
Josip Vrhovec (Zágráb, 1926. február 9. – Zágráb, 2006. február 14.) horvát kommunista politikus volt, aki leginkább arról ismert, hogy 1978 és 1982 között Jugoszlávia külügyminisztere, 1982 júliusától 1984 májusáig pedig a Horvátországi Kommunisták Szövetségének (SKH) elnöke volt. .

## Élete
1926. február 9-én Zágrábban született. A második világháború alatt partizánként csatlakozott a nemzeti felszabadítási mozgalomhoz és a Jugoszláv Kommunista Párt tagja lett (1941–1945). A háború után beiratkozott a zágrábi egyetemre, ahol a közgazdasági karon szerzett diplomát. A diploma megszerzése után Vrhovec a zágrábi székhelyű Vjesnik napilapnál kezdett dolgozni, ahol hamarosan az újság szerdai kiadásának (horvátul: Vjesnik u srijedu) szerkesztője lett, amely akkoriban a lap legnépszerűbb kiadása volt (kétszer volt ebben a beosztásban, 1956–1957 és 1959–1963 között). Több éven át Vjesnik tudósítójaként dolgozott az Egyesült Királyságban (1957–1959) és az Amerikai Egyesült Államokban (1963–1967). Miután 1968-ban visszatért Zágrábba, a Vjesnik főszerkesztőjévé nevezték ki, és ezt a posztot 1970-ig töltötte be, amikor Milovan Baletić váltotta fel.
Az 1960-as évek végén Vrhovec komolyabban bekapcsolódott a politikába, és a horvát tavasz mozgalom 1970-es évek eleji bukását követően Vladimir Bakarić frakciójának pártfogoltjaként gyorsan magas beosztásba került a Horvátországi Kommunisták Szövetségében ( SKH). 1972 és 1974 között az SKH Központi Bizottságának, 1974 és 1978 között a Jugoszláv Kommunisták Szövetsége (SKJ) Központi Bizottságának tagja volt. A Központi Bizottság tagjaként javaslatot nyújtott be Milka Planincnek a horvát tavasz tagjainak letartóztatására és vádemelésére, köztük Franjo Tuđmanra, Marko Veselicára, Dražen Budišára, Šime Đodanra, Vlado Gotovacra és Hrvoje Šošićra.
Következő tisztsége politikai karrierjének legmagasabb pontja volt, hiszen 1978 májusától 1982 májusáig jugoszláv külügyminiszterként dolgozott Veselin Đuranović kormányában, Josip Broz Tito utolsó két évében, 1980-ban bekövetkezett halála előtt. Külügyminiszterként Vrhovec megbízatása első két évében Titót kísérte külföldi utazásai során. Tito halála után Vrhovec volt a felelős Jugoszlávia külpolitikájának alakításáért, amelyben előmozdította a Nyugattal való kapcsolatok javítását és az ország megnyitását a külföldi befektetések előtt. Állítólag az 1980-as évek elején többször beszélt Ronald Reagannal a többpárti demokrácia és piacgazdasági reformok bevezetésének lehetőségéről Jugoszláviában. Ennek ellenére a Vrhovec által 1985 és 1986 között elnökölt gazdasági reformbizottság keveset tett említést a demokratizálódásról.
Vrhovecet teljes négyéves szolgálati idő után kinevezték a Horvát Kommunisták Szövetsége elnöki posztjára, és 1984 májusától 1989 májusáig ő képviselte Horvátországot Jugoszlávia 9 tagú elnökségében, egy kollektív államfői testületben. Az 1980-as évek második felében Vrhovec volt az egyik első jugoszláv politikus, aki nyíltan ellenezte Slobodan Milošević nacionalista politikáját, amikor Milošević hatalomra kerülése megkezdődött. Ő volt az egyik kulcsfontosságú személy az 1987-es nyári Universiade megszervezésében is, amely a legnagyobb olyan sportesemény volt, amelynek Zágráb adott otthont.
Mandátumának lejárta után Vrhovec gyakorlatilag visszavonult a politikától. A zágrábi Sisters of Charity Kórházban halt meg 2006. február 15-én, és a zágrábi Mirogoj temetőben temették el 2006. február 21-én.

## Fordítás
- Ez a szócikk részben vagy egészben  a   Josip Vrhovec című angol Wikipédia-szócikk ezen változatának fordításán alapul.  Az eredeti cikk szerkesztőit annak laptörténete sorolja fel. Ez a jelzés csupán a megfogalmazás eredetét és a szerzői jogokat jelzi, nem szolgál a cikkben szereplő információk forrásmegjelöléseként.